# 元徳駅
元徳駅（ウォンドクえき）は大韓民国京畿道楊平郡楊平邑にある、韓国鉄道公社（KORAIL）の駅。
乗り入れている路線は線路名称上は中央線であるが、当駅には広域電鉄の京義・中央線電車のみが停車する。駅番号は「K136」。

## 歴史

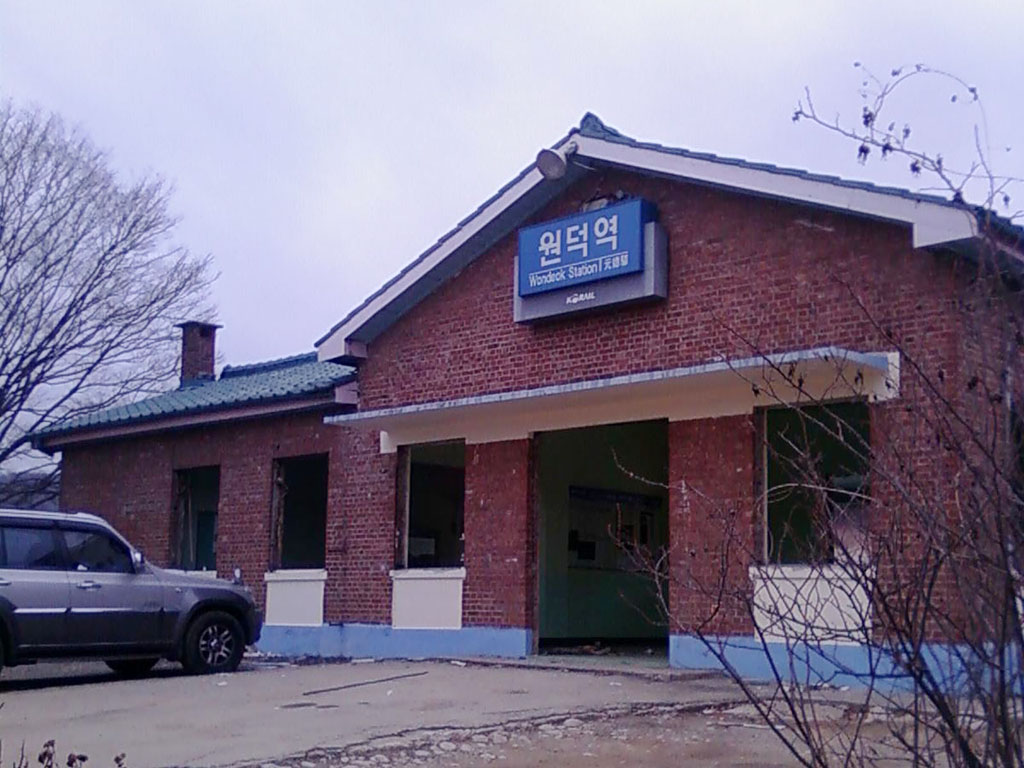
旧駅舎

- 1940年4月1日 - 駅員配置簡易駅として開業。
- 1965年1月11日 - 普通駅に格上げ。
- 1995年12月1日 - 駅での乗車券の発売中止。車内での購入となる。
- 2005年1月1日 - 鉄道庁の改組により韓国鉄道公社(KORAIL)の駅となる。
- 2008年9月1日 - 旅客列車の客扱いを中止。
- 2009年2月14日 - 駅員無配置簡易駅に格下げ。
- 2009年12月18日 - 駅員配置簡易駅に変更。
- 2009年12月23日 - 中央電鉄線の駅が開業し、旅客営業を再開。
- 2014年12月27日 - 京義電鉄線（龍山線）が孔徳駅から龍山駅まで開通し、中央電鉄線と直通を開始。同時に双方の路線名を「首都圏電鉄京義・中央線」とする。

## 駅構造
相対式ホーム2面4線の地上駅。無人駅で楊平駅が管理する。

### のりば
| ホーム | 路線         | 行先                         |
| ------ | ------------ | ---------------------------- |
| 1・2   | 京義・中央線 | 龍門方面                     |
| 3・4   | 京義・中央線 | 楊平・徳沼・清凉里・龍山方面 |

## 利用状況
近年の一日平均利用人員推移は下記のとおり。
なお、2009年は開業日の12月23日から12月31日までの9日間の平均である。
| 路線         | 路線     | 2000年 | 2001年 | 2002年 | 2003年 | 2004年 | 2005年 | 2006年 | 2007年 | 2008年 | 2009年 | 出典  |
| ------------ | -------- | ------ | ------ | ------ | ------ | ------ | ------ | ------ | ------ | ------ | ------ | ----- |
| 京義・中央線 | 乗車人員 | 未開業 | 未開業 | 未開業 | 未開業 | 未開業 | 未開業 | 未開業 | 未開業 | 未開業 | 145    | [ 1 ] |
| 京義・中央線 | 降車人員 | 未開業 | 未開業 | 未開業 | 未開業 | 未開業 | 未開業 | 未開業 | 未開業 | 未開業 | 148    | [ 1 ] |
| 路線         | 路線     | 2010年 | 2011年 | 2012年 | 2013年 | 2014年 | 2015年 | 2016年 | 2017年 | 2018年 | 2019年 | 出典  |
| 京義・中央線 | 乗車人員 | 237    | 272    | 314    | 348    | 372    | 401    | 438    | 469    | 445    | 441    | [ 1 ] |
| 京義・中央線 | 降車人員 | 242    | 275    | 304    | 337    | 364    | 384    | 427    | 453    | 430    | 430    | [ 1 ] |
| 路線         | 路線     | 2020年 | 2021年 | 2022年 | 2023年 |        |        |        |        |        |        |       |
| 京義・中央線 | 乗車人員 | 313    | 342    | 382    | 391    |        |        |        |        |        |        |       |
| 京義・中央線 | 降車人員 | 307    | 331    | 369    | 376    |        |        |        |        |        |        |       |

## 駅周辺
- 元徳初等学校
- 元徳1里小規模汚水処理施設
- 主邑山（朝鮮語版）

## 隣の駅
韓国鉄道公社
 京義・中央線
緩行
楊平駅 (K135) - 元徳駅 (K136)  - 龍門駅 (K137)